# Moonlight
Moonlight (u slobodnom prijevodu Mjesečina, premda u kino distribuciji u Hrvatskoj naslov filma nije preveden) je američka drama iz 2016. godine koju je napisao i režirao Barry Jenkins, a koja je temeljena na nikad objavljenoj poluautobiografskoj priči naziva In Moonlight Black Boys Look Blue autora Tarella Alvina McCraneyja. U filmu su glavne uloge ostvarili Trevante Rhodes, André Holland, Janelle Monáe, Ashton Sanders, Jharrel Jerome, Naomie Harris i Mahershala Ali.
Radnja filma svojim gledateljima prezentira tri različite životne faze glavnog lika. Tema filma istražuje poteškoće s kojima se on suočava u vezi svoje seksualnosti i identiteta uključujući fizičko i emotivno zlostavljanje kojemu je podvrgnut tijekom odrastanja. Snimljen u Miamiju (država Florida) početkom 2015. godine, film Moonlight svoju je svjetsku premijeru imao na filmskom festivalu u Tellurideu 2. rujna 2016. godine. U svijetu ga je distribuirala nezavisna kompanija A24, a sa svojom službenom kino distribucijom u SAD-u startao je 21. listopada 2016. godine. U Hrvatskoj se u kinima započeo prikazivati 2. veljače 2017. godine. Uz budžet od 4 milijuna dolara film je na svjetskim kino blagajnama do danas utržio preko 65 milijuna dolara.
Film Moonlight pobrao je gotovo univerzalne hvalospjeve filmske kritike nakon početka kino distribucije. Na svečanoj dodjeli nagrade Zlatni globus od sveukupno šest nominacija koje je dobio osvojio je onu u kategoriji najboljeg filma (drama). Također film je od sveukupno osam nominacija za prestižnu nagradu Oscar osvojio njih tri i to u kategorijama najboljeg filma, najboljeg sporednog glumca (Ali) i najboljeg adaptiranog scenarija (Jenkins i McCraney). Godine 2017. New York Times postavio ga je na dvadeseto mjesto svoje ljestvice "najboljih filmova 21. stoljeća do danas".
Moonlight je postao prvi film s glumačkom postavom sačinjenom u potpunosti od Afroamerikanaca, prvi  LGBT film te drugi najmanje gledan film na domaćem tržištu (odmah iza filma Narednik James) koji je osvojio nagradu Oscar u kategoriji najboljeg filma. Jedna od montažerki filma, Joi McMillon, postala je prva Afroamerikanka nominirana u toj kategoriji za nagradu Oscar, a Mahershala Ali je postao prvi Musliman u povijesti koji je osvojio Oscara za glumu.

## Radnja

### Little
U Liberty Cityju (Miami) kubanski diler droge Juan pronalazi Chirona, povučeno dijete kojeg svi zovu nadimkom "Little" (u slobodnom prijevodu "mali"), kako se skriva u napuštenoj kući od grupe djece koja ga zlostavlja. Juan dopušta Chironu da provede noć kod njega i njegove mlađe djevojke Terese prije nego što se vrati kući svojoj majci Pauli. Chiron nastavlja vrijeme provoditi s Juanom koji ga uči plivati i savjetuje da u životu mora pronaći vlastiti put. Jedne noći Juan susreće Paulu koja puši crack s jednom od njegovih mušterija. Počne joj spočitavati zbog njezine ovisnosti, a ona mu uzvraća da to radi isključivo zbog toga što joj upravo on nabavlja drogu. Također nadodaje da joj je jasno zbog čega malog Chironea ostala djeca zlostavljaju, ističući da je to zbog "načina na koji hoda", prije nego ode kući gdje svoju frustraciju istrese na sina. Sljedećeg dana Chiron priznaje Juanu i Teresi da mrzi svoju majku i upita ih što znači riječ "peder". Juan mu odgovara da je to "riječ kojom se ljudi koriste kako bi uvrijedili homoseksualce". Također mu napominje da je u redu biti homoseksualac, ali da ne smije dopustiti da ga drugi ljudi ismijavaju. Nakon što ga Chiron upita prodaje li drogu njegovoj majci, ljutito odlazi iz kuće, a Juan ostaje sjediti za stolom pognute glave.

### Chiron
Kao tinejdžer Chiron dane provodi pokušavajući izbjegavati mladog Terrela, dječaka koji ga zlostavlja, i družeći se s Teresom koja sada živi sama nakon Juanove smrti. Paula svoju ovisnost o cracku plaća prostitucijom i natjerava Chironea da joj daje novac koji mu posuđuje Teresa. Jedne noći Chiron sanja svog prijatelja Kevina kako se seksa s djevojkom u Teresinom dvorištu. Druge noći Kevin posjećuje Chironea na plaži u blizini njegove kuće. Dok puše travu, njih dvojica razgovaraju o vlastitim ambicijama i nadimku koji je Kevin dao Chironeu dok su bili djeca. Potom se poljube. Sljedećeg jutra Terrel izmanipulira Kevina u vezi školskog rituala. Kevin nevoljko udara Chironea sve dok ovaj ne može ustati s poda, dok ga Terrel i nekoliko drugih školskih kolega udaraju nogama. Kada socijalna radnica pokuša od Chironea saznati identitet njegovih napadača, Chiron joj odbija odgovoriti uz opasku da to ne bi riješilo ništa. Sljedećeg dana Chiron u učionici razbija stolicu preko Terrelovih leđa te biva uhićen. Dok ga policija odvodi iz škole, on gleda u Kevina.

### Black
Kao odrastao muškarac, Chiron sada ima nadimak "Black" (u slobodnom prijevodu "crni") i diler je droge u Atlanti kada prima poziv od Paule koja ga traži da ju posjeti u centru za odvikavanje gdje sada živi. Jednoga dana Chiron prima poziv od Kevina koji ga poziva da ga posjeti ako ikada odluči posjetiti Miami. Tijekom posjeta svojoj majci, Chiron joj priznaje da osjeća kajanje zbog nedostatka empatije prema njoj. Ona mu se nastavlja ispričavati zbog toga što ga nije dovoljno voljela dok je bio mali i govori mu da ga voli iako on prema njoj možda ne osjeća isto. Chiron se zatim upućuje prema Miamiju kako bi posjetio Kevina koji sada radi u zalogajnici. Nakon što neuspješno pokuša doći do informacija o njegovom životu, Kevin govori Chironeu da ima dijete s bivšom djevojkom i da je, premda je veza gotova, on životno ispunjen činjenicom što je postao otac. Chiron ga nakon toga upita zbog čega ga je zvao na što Kevin odgovara puštanjem pjesme iz jukeboxa koja ga je podsjetila na Chironea. Nakon večere njih dvojica odlaze u Kevinov stan. Tamo mu Kevin priznaje da je sretan unatoč činjenici što njegov život nije otišao putem kojim se nadao nakon čega Chiron doživljava slom i priznaje mu da s nikim nije bio intiman još od njihovog susreta na plaži. Kevin mu pruža utjehu i njih dvojica se zagrle.

## Glumačka postava
- Chiron Harris - glavni protagonist filma
  - Trevante Rhodes kao odrasli Chiron / "Black"
  - Ashton Sanders kao tinejdžer Chiron / "Black" (nadimak koji mu je dao Kevin)
  - Alex Hibbert kao mali Chiron / "Little"
- Kevin Jones, Chironov najbolji prijatelj
  - André Holland kao odrasli Kevin
  - Jharrel Jerome kao tinejdžer Kevin
  - Jaden Piner kao mali Kevin
- Naomie Harris kao Paula, Chironova majka
- Janelle Monáe kao Teresa, Juanova djevojka
- Mahershala Ali kao Juan, diler droge koji Chironu postaje očinskom figurom
- Patrick Decile kao Terrel

## Produkcija

### Razvoj projekta
Godine 2003. Tarell Alvin McCraney napisao je poluautobiografski kazališni komad naziva In Moonlight Black Boys Look Blue kako bi se na taj način pokušao nositi sa smrću majke koja je umrla od AIDS-a. Iako ju je napisao relativno brzo, priča je ostala mirovati gotovo cijelo desetljeće prije nego što je poslužila kao temelj za film Moonlight. Nakon redateljskog debija filmom Medicine for Melancholy 2008. godine, Barry Jenkins je napisao nekoliko scenarija, ali niti jedan nije završio u fazi produkcije. U siječnju 2013. godine producentica Adele Romanski nagovarala je Jenkinsa da snimi drugi film. Tijekom razdoblja od mjesec dana njih dvoje su video pozivima razgovarali o novom filmu s ciljem produciranja niskobudžetnog "kinematografskog i osobnog" uratka. Jenkins je za McCraneyjev kazališni komad saznao dok se nalazio u Miamiju. Nakon njihovog zajedničkog razgovora, napisao je prvu verziju scenarija za film tijekom svog jednomjesečnog posjeta Bruxellesu.
Premda se originalni kazališni komad sastojao od tri dijela njegova radnja se odvijala simultano kako bi publika mogla doživjeti jedan dan u životu Littlea, Chirona i Blacka. Zapravo, sve do polovice predstave publici nije bilo jasno da se radi o jednom te istom liku. Jenkins je to odlučio promijeniti pa je priču rasporedio u tri odvojena poglavlja te se fokusirao Chironovu priču ispričati iz perspektive njegovog saveznika. Konačni rezultat bio je scenarij koji je reflektirao odrastanje kakvo su imali i Jenkins i McCraney. Lik Juana temeljen je na ocu McCraneyjevog brata koji je McCraneyju u mladosti također bio poput očinske figure (kao što je Juan u filmu mladom Chironu). Slično tome, lik Paule temeljen je na majkama Jenkinsa i McCraneyja koje su se obje borile protiv vlastite ovisnosti o drogama. McCraney i Jenkins odrasli su u Liberty Squareu u Miamiju gdje se glavnina radnje filma i odvija.
Tijekom 2013. godine Jenkins se nalazio u potrazi za financijama kako bi snimio film i konačno uspio nakon što je scenarij dao na uvid voditeljima produkcije kompanije Plan B Entertainment na filmskom festivalu u Tellurideu. Dede Gardner i Jeremy Kleiner iz Plan B Entertainmenta postali su službenim producentima filma, dok je kompanija A24 preuzela financiranje i svjetsku distribuciju filma.

### Dodjela uloga
U svakom poglavlju filma različiti glumci portretiraju likove Chirona i Kevina. Ashton Sanders je dobio ulogu Chirona kao tinejdžera. Alex Hibbert i Jaden Piner dobili su uloge Chirona i Kevina kao male djece i to nakon otvorene audicije održane u Miamiju. Premda je na prvoj audiciji Trevante Rhodes čitao za ulogu Kevina, kasnije je dobio ulogu odraslog Chirona. André Holland već je nastupao u kazališnim predstavama autora McCraneyja, a njegov komad In Moonlight Black Boys Look Blue pročitao je deset godina prije snimanja filma. Hollanda je snažno privukla uloga odraslog Kevina nakon što je pročitao scenarij: "Bilo je to nešto najbolje što sam do tada pročitao".
Naomie Harris u početku je imala rezervacije prema ulozi Paule uz izjavu da nije željela glumiti stereotipni opis crnkinje. Međutim, pristala je nakon što joj je redatelj Jenkins objasnio da se radi o portretu njegove i McCraneyjeve majke. Harris je kasnije komentirala da premda je obećala da nikada neće glumiti ovisnicu o cracku na filmu, scenarij i redateljeva tolerancija bili su joj izuzetno privlačni. Za potrebe uloge, Harris je odradila nekoliko intervjua s ovisnicima o kokainu te se susrela s nekoliko žena ovisnika. Njihov problem ovisnosti povezala je s činjenicom što upravo ta ovisnost direktno proizlazi iz maltretiranja koje su trpjeli u djetinjstvu.
Romanski je predložila da lik Juana glumi Mahershala Ali koji je već ranije nastupio u jednom filmu kojeg je producirala (Kicks). Jenkinsu se u početku ta ideja nije svidjela zbog Alijeve uloge Remyja Dantona u seriji Kuća od karata; međutim, promijenio je mišljenje nakon što se uvjerio da Ali istovremeno posjeduje glumački talent, ali i razumijevanje samog lika. Ali je smatrao važnim portretirati Afroamerički muški uzor, a inspiraciju za ulogu crpio je iz "vlastitog iskustva odrastanja s Juanom". Nakon što je pročitala scenarij, Janelle Monáe se automatski povezala s likom Terese uz komentar da je i sama član obitelji sa sličnim problemima u vezi droge i seksualnog identiteta.

### Snimanje
Snimanje filma započelo je 14. listopada 2015. godine u Miamiju (država Florida). Nakon što je istražio lokacije u Miamiju s producenticom Romanski, redatelj Jenkins je odlučio snimati film na lokacijama na kojima je ranije živio. Liberty Square, socijalno naselje koje se nalazi u kvartu Liberty City odabrano je kao glavna lokacija za odvijanje radnje budući su i McCraney i Jenkins odrasli u tom dijelu grada. Samo snimanje prošlo je bez incidenata budući je Jenkins još uvijek imao rođake koji žive u naselju, premda su članovi glumačke i filmske ekipe imali policijsku pratnju. Naomie Harris kasnije je komentirala:
To je bio prvi put da je netko došao u svoju zajednicu i poželio je prezentirati na velikom platnu, a budući je Barry Jenkins odrastao u tom području cijelo vrijeme dok smo bili tamo postojao je taj osjećaj ponosa i želje da ga podupremo. Osjećala sam ljubav te zajednice koju nikad prije nisam osjetila na drugim lokacijama na kojima sam snimala, bilo gdje u svijetu, a posebno je to čudno zbog toga što se takvo nešto dogodilo na mjestu gdje bi čovjek to najmanje očekivao.
Tijekom snimanja filma Jenkins se pobrinuo da se trojica glumaca koji portretiraju Chirona ne sretnu sve do kraja produkcije, a sve kako bi izbjegao mogućnost da jedni druge imitiraju. Tako su Rhodes, Sanders i Hibbert film snimali odvojeno u razdoblju od dva tjedna. Mahershala Ali učestalo je letio u Miami kako bi snimio svoje scene u filmu tijekom pauza na drugim produkcijama na kojima je u to vrijeme radio. Naomie Harris sve je svoje scene snimila u tri dana bez dodatnih proba, a André Holland svoje je scene snimio u pet dana rada. Snimanje kompletnog filma trajalo je sveukupno dvadeset i pet dana.
Kao i na prethodnom Jenkinsonovom filmu, i na ovome je glavni fotograf bio dugogodišnji redateljev prijatelj James Laxton. Njih dvojica odlučili su izbjeći "dokumentaristički izgled" filma pa su ga odlučili snimiti u širokokutnom CinemaScopeu uz upotrebu digitalne kamere pomoću koje je više vidljiva razlika u tonalitetu. Film se montirao u Los Angelesu, a njegovi glavni montažeri bili su Joi McMillon i Nat Sanders, bivši Jenkinsonovi kolege s fakulteta. Sanders je bio odgovoran za montažu prvog i drugog poglavlja. McMillon je montirala treće poglavlje koje uključuje "scenu u zalogajnici" koja je fotografu Laxtonu ujedno omiljena scena filma.

### Glazba
Glazbu za film Moonlight skladao je Nicholas Britell. Britell se odlučio na mješavinu hip-hop remiksa i orkestralne glazbe te skladao "tečnu intonaciju prepunu basa". Službeni soundtrack filma u prodaju je pušten 21. listopada 2016. godine, a sastoji se od osamnaest originalnih skladbi autora Britella skupa s pjesmama u izvedbama Goodie Moba, Borisa Gardinera i Barbare Lewis.

## Teme filma
Peter Bradshaw iz The Guardiana istaknuo je "ljubav, seks, preživljavanje te majčinske i očinske figure" kao glavne teme filma, a poglavito nedostatak ovog posljednjeg. Međutim, A. O. Scott iz New York Timesa ističe da je lik Juana pravi primjer kako film "priziva stereotipni muškobanjasti portret Afroamerikanaca samo kako bi ga razbio". U svojoj kritici za Variety, Peter Debruge naglasio je da film demonstrira kako je Afroamerički identitet puno više kompleksan od onoga prikazanog u ranijim filmovima. Za primjer također uzima lik Juana koji istovremeno igra ulogu Littleovog branitelja i zaštitnika, ali i jednog od originalnih uzročnika mnogih problema tog djeteta.
Jedna od glavnih tema filma Moonlight je identitet muškog Afroamerikanca te njegov pronalazak vlastitog seksualnog identiteta. Film preuzima formu sličnu triptihu kako bi istražio put jednog čovjeka od teškog djetinjstva, kroz bijesnu adolescenciju pa sve do samootkrivanja i ispunjenja u kasnijim godinama života. Prema Deborah Orr, film baca svjetlo na "negativne aspekte muškosti".

## Marketing
Plakat filma odražava strukturu triptiha, stapajući tri različita glumca koji u filmu portretiraju lika Chriona u jedno lice. Producenti nisu ulagali dodatna financijska sredstva u marketinšku kampanju filma; zainteresiranost za film rasla je prirodnim putem sve do dodjele prestižne nagrade Oscar, a sve kroz filmsku kritiku. Službena kino najava objavljena je 11. kolovoza, taman prije početka festivalske sezone. Mark Olsen iz Los Angeles Timesa proglasio je Moonlight "jednim od najiščekivanijih filmova ove jeseni".
Dana 27. veljače, dan nakon svečane dodjele nagrade Oscar, Calvin Klein krenuo je s marketinškom kampanjom za donje rublje u kojoj su sudjelovala četvorica muških glumaca iz filma. Dana 7. ožujka servis za video streaming u Pekingu službeno je objavio da je otkupio prava za prikazivanje filma u Kini. Film je također dostupan i u formatima za kućno kino putem Itunesa i DVD izdanja.

## Priznanja

### Zarada na kino blagajnama
Svoju je svjetsku premijeru film Moonlight imao 2. rujna 2016. godine na filmskom festivalu u Tellurideu. Također je prikazan na filmskim festivalima u Torontu (10. rujna), New Yorku (2. listopada), Londonu (6. listopada) i Vancouveru (7. listopada). U ograničenu kino distribuciju film je krenuo 21. listopada prije nego što je 18. studenog krenuo u široku distribuciju. U Ujedinjenom Kraljevstvu film se započeo prikazivati 17. veljače 2017. godine, a u hrvatskim kinima domaća ga je publika imala prilike vidjeti od 2. veljače iste godine. U konačnici je film u SAD-u i Kanadi utržio 27,8 milijuna dolara, a u ostatku svijeta zaradio je dodatnih 37,2 milijuna čime njegova sveukupna kino zarada do danas iznosi 65 milijuna dolara. U domaćim kinima film je vidjelo preko 7000 gledatelja.
Tijekom ograničene kino distribucije u SAD-u film je igrao u četiri kino dvorane od 21. listopada 2016. godine gdje je sveukupno zaradio 402,072 dolara (prosječno 100,519 dolara po kinu). Najveći broj kino dvorana u širokoj kino distribuciji od 18. studenog bio je 650, a u veljači 2017. godine ta brojka popela se na 1014 ekrana koja su prikazivala film. Nakon svečane dodjele prestižne nagrade Oscar, kompanija A24 objavila je da će film zaigrati u sveukupno 1564 kino dvorane diljem SAD-a. U vikendu nakon dodjele Oscara film je zaradio dodatnih 2,5 milijuna dolara, čime je ostvario za 260% veći prihod od prethodnog vikenda i najveću vikend zaradu u svojoj kompletnoj kino distribuciji. Tim rezultatom također je ostvario i veću zaradu od prethodna dva dobitnika Oscara u kategoriji najboljeg filma - Spotlight (1,8 milijuna dolara) i Birdman (1,9 milijuna dolara).

### Kritike
Na popularnoj internetskoj stranici Rotten Tomatoes film ima 98% pozitivnih ocjena temeljenih na 300 zaprimljenih kritika uz prosječnu ocjenu 9/10. Generalno mišljenje kritičara s te stranice je da "film Moonlight koristi priču jednog čovjeka i nudi nam fantastičan i briljantan pogled na živote kakve rijetko imamo prilike vidjeti u kinima". Na drugoj internetskoj stranici koja se također bavi prikupljanjem filmskih kritika (Metacritic) film ima prosječnu ocjenu 99/100 temeljenu na 51 zaprimljenom tekstu. Na obje stranice to je bio najbolje ocijenjen film 2016. godine.
David Rooney iz Hollywood Reportera napisao je pozitivnu kritiku o filmu nakon filmskog festivala u Tellurideu. Nahvalio je glumačka ostvarenja, a fotografiju Jamesa Laxtona opisao kao "tečnu i zavodljivu, zavaravajuće ležernu i izrazito suosjećajnu". Rooney je zaključio da će film "povući ključne žice svih onih koji su se ikada borili s vlastitim identitetom ili pokušali uspostaviti veze u samačkom svijetu". U potpuno pozitivnoj kritici za Time Out New York, Joshua Rothkopf dao je filmu pet od pet zvjezdica, nahvalio režiju Barryja Jenkinsa i istaknuo da je film "bez sumnje razlog zbog čega odlazimo u kina: kako bi razumjeli, zbližili se i žudjeli za drugim ljudima".
Brian Formo s internetske stranice Collider.com dao je filmu ocjenu -5, nahvalivši glumačka ostvarenja i režiju, ali istaknuvši da je film "više osoban i važan nego što je velik". Sličnog mišljenja je i Jake Cole iz Slant Magazinea koji je hvalio glumu, ali kritizirao scenarij uz opasku da se "film čini staromodnim". U kritici za The Verge, Tasha Robinson lamentirala je o problematičnom razvoju radnje koja se proteže na tri poglavlja, ali istaknula da "ono što film donosi na ekran je nezaboravljivo".
Nakon projekcije filma na filmskom festivalu u Torontu, Justin Chang iz Los Angeles Timesa opisao je film "bolno romantičnim i rijetko mudrim" te istaknuo da se radi o jednom od najvećih kandidata za predstojeće Oscare. Također je istaknuo: "Barry Jenkins snimio je film koji gledatelja tjera da pogleda dalje od Chironovog fizičkog izgleda i njegove površne bitke s identitetom te da uđe u dobro mu poznate stereotipe samo kako bih ih vrlo tiho iznutra u potpunosti razotkrio. Film Moonlight ne govori puno. On govori sve".
Pišući za The London Review of Books u veljači 2017. godine, Michael Wood okarakterizirao je film kao studiju nasljedne međugeneracijske tragedije. Napisao je: "Do kraja filma ostalo je još deset minuta bergmanovske faze. Film nam i dalje pokazuje Chironovo zgodno, zagonetno lice. Tišina nam ne govori sve, samo od nas traži da ga sažalijevamo... Međutim, nije sve izgubljeno, jer dok promatramo Chirona možemo misliti i o nečemu drugome: njegovoj sličnosti s Juanom (njegovom očinskom figurom). Znači li to da je i Juan nekada bio Chiron...? Vrlo vjerojatno ne znači, ali taj zadnji kadar filma kada mladi Chiron sjedi sam na plaži i gleda ocean... Njegove širom otvorene oči sugeriraju sve razaranje i obećanje koje je Juan u njemu vidio još na početku. Ako krenemo iznova, bi li stvari bile drugačije?".
Za razliku od pozitivnih kritika, kanadski kritičar Orville Lloyd Douglas se 22. ožujka 2017. godine u članku za Film International obrušio na film Moonlight i nazvao ga lažnim, nepoštenim, heteroseksističkim, rasističkim i stereotipičnim. Douglasov tekst oštro osuđuje ne samo Moonlight već i slične filmove zbog toga što se radi o "borbi s homoseksualnošću, rasom, ovisnosti o drogama, kriminalu i siromaštvu. Disfunkcionalnost crnih obitelji postaje glavnim ključem kada je riječ o filmu o Afroamerikancima kada žele da im bijelci daju priznanja i počasti". Douglas vjeruje da je film plagijat onoga što naziva rasističkim predrasudama koje imaju filmski kritičari bijelci i bogati glasači Akademije (također bijelci). Nastavlja da su u zabavljačkoj industriji bijelci, a ne crnci, ti koji u konačnici imaju moć odlučivanja hoće li neki film s tematikom o Afroamerikancima dobiti priznanja i nagrade. Douglas je kritizirao režiju Barryja Jenkinsa uz argument da heteroseksualni filmski redatelji ne bi trebali raditi filmove s muškom homoseksualnom tematikom upravo zbog svog heteroseksizma i homofobije. Ističe da je Jenkinsova heteroseksualnost iskorištena u marketinške svrhe filma kako bi se približila bijelom srednjem i višem staležu, a ne LGBT zajednici. Također je naglasio da film nije postao popularan kod Afroameričkih gledatelja.
Melanie McDonagh u svom testu za The Spectator prozvala je film "dosadnim" i "potpuno besmislenim". Camilla Long iz The Timesa napisala je da je "priča filma ispričana već nebrojen broj puta uz različite pozadine" te da film nije "važan" za dominantnu "heteroseksualnu, bijelu publiku iz srednjeg staleža". Zbog svog je teksta Long krizirana na društvenoj mreži Twitter od strane korisnika koji su je prozvali homofobom i rasisticom. Catherine Shoard branila je njezin tekst ističući da je "mišljenje kritičara subjektivno". Međutim, David McAlmont istaknuo je da kritika Longove "nije kritika, već razdražljiv odgovor na ostale kritičare koji su hvalili film".

### Nagrade
Na 74. dodjeli nagrade Zlatni globus, film Moonlight dobio je šest nominacija što ga je postavilo na drugo mjesto najnominiranijih filmskih ostvarenja te godine. Osvojio je jednu i to onu u kategoriji najboljeg filma (drama), a ostale nominacije bile su u kategorijama najboljeg redatelja, sporednog glumca (Ali), sporedne glumice (Harris), scenarija (Jenkins) i originalne glazbe (Britell). Na 70. dodjeli britanske nagrade BAFTA film je dobio četiri nominacije u kategorijama najboljeg filma, najboljeg sporednog glumca, sporedne glumice i originalnog scenarija.
Na svečanoj dodjeli prestižne nagrade Oscar film Moonlight dobio je osam nominacija i to u kategorijama najboljeg filma, redatelja, sporednog glumca, sporedne glumice, adaptiranog scenarija, fotografije, montaže i originalne glazbe. U konačnici je film osvojio tri nagrade i to one za najbolji film, najboljeg sporednog glumca (Ali) i najbolji adaptirani scenarij (Jenkins i McCraney). Na samoj dodjeli prezenteri Faye Dunaway i Warren Beatty su greškom proglasili film La La Land najboljim. Beatty je kasnije izjavio da im je pogreškom dana omotnica s najboljom glavnom glumicom (nagradu je osvojila Emma Stone za ulogu u filmu La La Land nekoliko minuta prije). Kada je ustanovljena pogreška, producent filma La La Land Jordan Horowitz proglasio je Moonlight pobjednikom ceremonije.
Budući da je film temeljen na kazališnom komadu koji nikad prije nije bio produciran ni objavljen, različite nagrade imale su različita pravila u vezi s tim hoće li se scenarij natjecati u kategorijama originalnog ili adaptiranog scenarija. Tako su ga Udruženje scenarista Amerike i britanska nagrada BAFTA nominirale u kategoriji originalnog scenarija, dok se na Oscarima film natjecao u kategoriji adaptiranog scenarija. Nat Sanders i Joi McMillon nominirani su u kategoriji najbolje filmske montaže čime je McMillon postala prvom Afroamerikankom nominiranom za Oscara u toj kategoriji. Moonlight je također prvi LGBT film u povijesti koji je osvojio Oscara za najbolji film godine.

## Vanjske poveznice
- Moonlight u internetskoj bazi filmova IMDb-a